# Производство на изделия от каучук и пластмаси
Производството на изделия от каучук и пластмаси е един от 34-те подотрасъла на преработващата промишленост в Статистическата класификация на икономическите дейности за Европейската общност.
Секторът обхваща производството на различни продукти от каучук (включително автомобилни гуми) и пластмаса (профили, тръби, маркучи, фолио, опаковки, дограма, битови изделия и други).
В България към 2019 година отрасълът има оборот от 3,8 милиарда лева и в него работят около 34 000 души, като най-големите предприятия са „Теклас – България“ в Кърджали, „Пластхим – Т“ в Тервел, „Хамбергер България“ в Севлиево и „Готмар“ в Съединение.